# باول رولان
باول رولان (بالإنجليزية: Paul Rolland)‏ هو معلم موسيقى أمريكي، ولد في 11 نوفمبر 1911 في بودابست في المجر، وتوفي في 9 نوفمبر 1978 في أوربانا في الولايات المتحدة.